# Partido Constitucional (Uruguay)
El Partido Constitucional fue un movimiento político, de vida relativamente breve, que tuvo un importante papel conceptual en el Uruguay de fines del siglo XIX. Se lo considera como uno de los primeros "partidos de ideas" del país. Otros partidos similares anteriores, de corta vida, fueron la Unión Liberal (1855) y el Partido Radical (1873). 

## Antecedentes
Para entender el significado de este partido es necesario ubicarse en el ambiente político y social del Uruguay de su época. Desde 1836 estaban activos los partidos tradicionales blanco y colorado, que dominarían la vida política uruguaya durante más de un siglo y medio. Pero a su vez, la política uruguaya de los primeros cincuenta años de vida independiente estuvo caracterizada por su fragilidad y su inestabilidad, unido esto a los continuos alzamientos de caudillos locales, y notorias injerencias de poderes extranjeros. 
Especialmente en Montevideo, hubo líderes principistas que postularon la necesidad de "civilizar a la barbarie". Los principios de la filosofía positivista lubricaron la incorporación de los "doctores" en los partidos tradicionales; pero los principistas más intransigentes fundaron el Partido Constitucional, que actuó entre 1880 y 1903. 
Luego el sueño frustrado de los "fusionistas" de la década de 1850, sobrevendría una derrota política del principismo, durante el llamado período militarista, en el cual se produce la modernización del campo y se dan los primeros pasos hacia la protección de la industria nacional. Al final de ese periodo, un nuevo giro positivista permitió construir alianzas entre los gobernantes, poder económico y dirigentes políticos que propusieron un programa político y técnico en torno al desarrollo nacional. Varias veces, los "doctores" habían intentado tener su propio partido, en el que las ideas y principios reemplazaran las adhesiones emocionales y la búsqueda de cargos. Estas ambiciones de los principistas de la década de 1870, se plasmó en el Partido Constitucional.

## Acción política
El Partido Constitucional fue fundado el 16 de mayo de 1880 y en un principio se le llamó "Gran Partido de las Instituciones Libres". La mayoría de sus dirigentes eran destacadas personalidades, aunque carecía del apoyo de la ciudadanía. El manifiesto fundacional del Partido Constitucional, heredero de la acción ideológica y política del civismo de la década de 1870, en el que se incluyó una única cláusula programática referida a la descentralización departamental y a la democracia local, se centró en la cuestión de las instituciones públicas, concebidas como el principal soporte de la confianza civil y ciudadana, como “barreras para los unos, salvaguardia para los otros, lazo de unión para todos”. En aquel contexto, los elencos de notables principistas añoraban con cierto lirismo el “reinado de las instituciones”, que reemplazan el capricho individual y paralizan el efecto de los extravíos del momento, con las reglas de mecánica social trazadas por la experiencia y la sabiduría de los siglos. El reinado de las instituciones, con sus libertades ordenadas, sus derechos armónicos, sus garantías tutelares, sus responsabilidades severas, sus formas mesuradas y prudentes, que constituyen a la vez el lastre y el timón de las sociedades modernas.
Carlos María Ramírez, Pablo de María y otras personalidades del Ateneo de Montevideo lo impulsaron. Hubo también destacados católicos como el doctor Luis Piñeyro del Campo. Los más prestigiosos dirigentes constitucionalistas desempeñaron relevantes actuaciones en la salida del autoritarismo en 1887 y en los sucesivos gobiernos de fin de siglo, en los pactos políticos pacificadores y en los acuerdos electorales, destinados a consagrar la representación de la minoría, que contribuyeron a transformar una conmocionada república liberal, patricia y caudillesca, en una democracia de partidos y de sufragio popular masculino a principios del siglo XX. Así, tuvo un papel importante en los momentos de negociaciones políticas en clima de nuevos acuerdos amistosos entre partidos opuestos, así fue que luego de establecer los acuerdos los dirigentes pudieron acceder a las bancas legislativas y a ministerios. En el ministerio de conciliación, por intermedio de José Pedro Ramírez, desempeñó un rol primordial. 
Fundamentalmente integrado por civiles, aunque también hubo en el mismo algunos militares como Ángel Muniz. Fue además un partido intermitente, tanto en duración como en adhesión de algunos integrantes. Por ejemplo: hubo políticos que pasaron brevemente por el mismo, como el Dr. Juan Carlos Blanco Fernández (recordado habitualmente como un político colorado). En 1893 se dispuso la disolución del partido, de acuerdo con la opinión predominante de que convenía que sus afiliados reingresaran a los antiguos partidos para luchar con más eficacia contra el oficialismo elector. En 1898 se reorganizó; participó en el Consejo de Estado del año 1898 con Elías Regules, Gonzalo Ramírez, Martín C. Martínez y Eduardo Acevedo; poco después, con la representación de Pablo de María, Domingo Aramburú y José Antonio Ferreira apoya la elección presidencial de Juan Lindolfo Cuestas. En 1889 participa del acuerdo político y obtiene seis bancas en el Parlamento. 
En 1901, se celebra un acuerdo entre los partidos. Este acuerdo se concretó merced a la intervención del Partido Constitucional y una explícita posición de la opinión pública a ese respecto, manifestada en diversos actos y reuniones públicas en todo el país y sostenida por un claro deseo de paz en la sociedad. Consistió ese acuerdo, firmado ocho días antes de las elecciones que suponían la renovación total de la Cámara de Representantes, en lo siguiente: concedía a los nacionalistas 29 diputaciones y aseguraba a los colorados las senaturías (seis escaños) que debían quedar vacantes el 14 de febrero de 1903 y que ya pertenecían a dicha agrupación política. El Partido Constitucional había renunciado a tener representación parlamentaria en aras de lograr el acuerdo de los partidos históricos que dicha asociación política venía sosteniendo ardientemente.

## Epílogo
A la postre, este movimiento se terminaría disolviendo. Muchos lo consideraron un "Estado mayor sin ejército", una "minoría dentro de la minoría".
Sus dirigentes se integraron a otras colectividades. Hay quienes ven en el Partido Constitucional y sus ideas principistas, un esbozo de lo que sería más adelante el Nacionalismo Independiente, del cual el Dr. Martín C. Martínez sería candidato a la Presidencia.